# Nidalia simpsoni
Nidalia simpsoni is een zachte koraalsoort uit de familie Nidaliidae. De koraalsoort komt uit het geslacht Nidalia. Nidalia simpsoni werd in 1931 voor het eerst wetenschappelijk beschreven door Thomson & Dean. 